# Stückfass
Das Stückfass, oft verkürzt nur Stück, ist ein veraltetes Volumenmaß, das nach dem Gebinde für Wein benannt wurde. Das alte Weinmaß hatte etwa 10–12 Hektoliter für Rheinwein. Ein Stückfass war regional unterschiedlich, aber ein Richtwert wäre 1 ½ Fuder, oder 7 ½ Ohm, oder 15 Eimer. In Frankreich war das Weingebinde kleiner und mit Pièce bezeichnet.
Wenn das Stück Wein 8 Ohm hat, ist die Zulast ein halbes Stück oder 4 Ohm.

## Frankfurt am Main
- 1 Stückfass = 8 Ohm = 58.201,8 Pariser Kubikzoll = 1154,5 Liter

## Leipzig
- 1 Stückfass = 5 Eimer = 14.868 Pariser Kubikzoll = 293,6 Liter

## Nürnberg
- 1 Stückfass = 15 Eimer = 51.581 Pariser Kubikzoll = 1022,25 Liter

Das Stückfass konnte bei Rheinwein zwischen 15 und 15 ½ Eimer Visiermaß schwanken.

## Dänemark
- 1 Stückfass = 7 ½ Ohm = 30 Anker = 300 Stübchen = 56.613,75 Pariser Kubikzoll = 1121,88 Liter

Nach anderen Quellen wurde es im Dänischen mit Stykfad bezeichnet und war das größte dänisches Weinmaß.
- 1 Stykfad = 5 Oxehoveder/Oxhoft = 1123,114 Liter, auch 1170 Potter = 1130,26 Liter[2]